# Coulee City (Washington)
Coulee City je gradić u američkoj saveznoj državi Washington. Prema popisu stanovništva iz 2010. u njemu je živjelo 562 stanovnika.